# Jökulfirðir

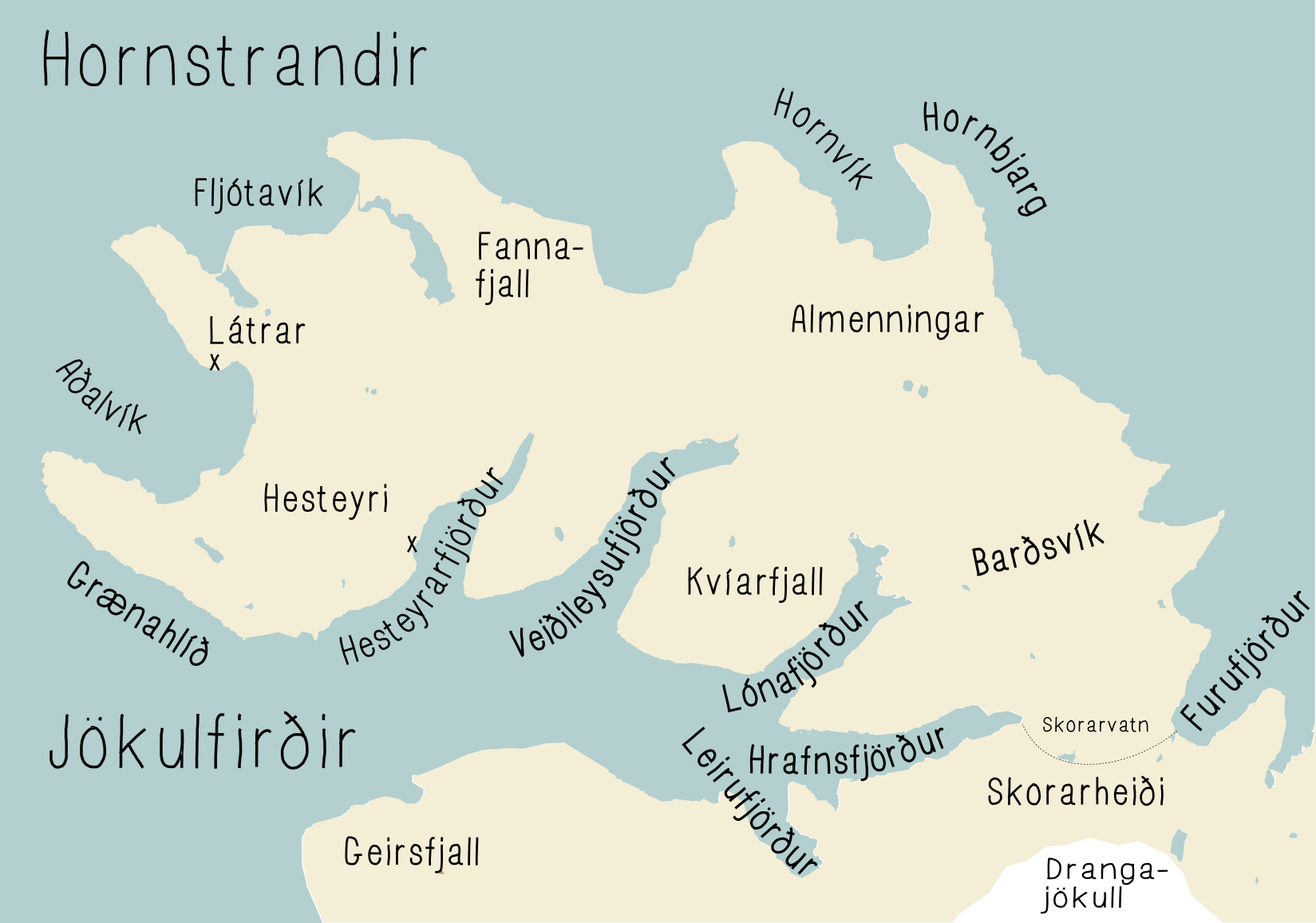
Mappa dei Jökulfirðir

I Jökulfirðir (in lingua islandese: Fiordi del ghiacciaio) sono un gruppo di cinque fiordi situati nella regione dei Vestfirðir, i fiordi occidentali dell'Islanda.

## Descrizione
I Jökulfirðir sono situati a nord del grande fiordo Ísafjarðardjúp e a sud della penisola di Hornstrandir. Il loro nome fa riferimento al ghiacciaio Drangajökull, situato a sudest dei fiordi. Il Drangajökull è il ghiacciaio più settentrionale dell'Islanda.
L'area attorno ai fiordi era abitata in modo continuativo fino agli anni 1960, dopodiché è stata progressivamente abbandonata e ora viene utilizzata solo come residenza estiva.

## Suddivisione
I cinque singoli fiordi che formano i Jökulfirðir sono:
- Hesteyrarfjörður (fiordo di Hesteyri)
- Veiðileysufjörður (fiordo senza pesca)
- Lónafjörður (fiordo della laguna)
- Hrafnsfjörður (fiordo del corvo)
- Leirufjörður (fiordo del limo)

## Clima
Il clima è di tipo continentale. La temperatura media annuale è di -3 °C. Il mese più caldo è luglio con 10 °C, e il più freddo febbraio con -8 °C.

## Accesso
Non c'è nessun collegamento stradale che permetta di accedere ai fiordi, che però possono essere raggiunti tramite imbarcazione da Ísafjörður, Bolungarvík e Súðavík.